# Argostemma longifolium
Argostemma longifolium là một loài thực vật có hoa trong họ Thiến thảo. Loài này được Benn. mô tả khoa học đầu tiên năm 1838.